# Ludwig Stackmann
Ludwig Stackmann (* 24. Mai 1850 in Wittingen, Königreich Hannover; † 1903 in Göttingen) war ein deutscher Richter und Abgeordneter im Königreich Preußen.

## Leben
Stackmann studierte an der Georg-August-Universität Göttingen Rechtswissenschaft. 1872 wurde er im Corps Bremensia aktiv. Als Landgerichtsrat am Landgericht Göttingen vertrat er von 1899 bis 1905 den Stadt- und Landkreis Göttingen im Preußischen Abgeordnetenhaus. Er war Leutnant der Preußischen Landwehr.